# Not Such a Fool As He Looks
Not Such a Fool As He Looks è un cortometraggio muto del 1907 diretto da Lewin Fitzhamon.

## Trama
Un corteggiatore respinto conquista la ragazza che lo ha rifiutato battendosi contro una banda di vagabondi.

## Produzione
Il film fu prodotto dalla Hepworth.

## Distribuzione
Distribuito dalla Hepworth, il film - un cortometraggio di 99 metri - uscì nelle sale cinematografiche britanniche nell'aprile 1907.
Si conoscono pochi dati del film che, prodotto dalla Hepworth, fu distrutto nel 1924 dallo stesso produttore, Cecil M. Hepworth. Fallito, in gravissime difficoltà finanziarie, il produttore pensò in questo modo di poter almeno recuperare il nitrato d'argento della pellicola.